# Otting Sogn
Otting Sogn er et sogn i Salling Provsti (Viborg Stift).
I 1800-tallet var Otting Sogn anneks til Oddense Sogn. Begge sogne hørte til Hindborg Herred i Viborg Amt. Oddense-Otting sognekommune blev ved kommunalreformen i 1970 indlemmet i Spøttrup Kommune, som ved strukturreformen i 2007 indgik i Skive Kommune.
I Otting Sogn ligger Otting Kirke.
I sognet findes følgende autoriserede stednavne:
- Otting (bebyggelse, ejerlav)
- Otting Udmark (bebyggelse)